# دیوید شالکین
دیوید جاناتان شالکین (انگلیسی: David Shulkin؛ زادهٔ ۲۲ ژوئیهٔ ۱۹۵۹) پزشک، سیاستمدار و وزیر وزارت امور کهنه‌سربازان ایالات متحده آمریکا است. او توسط دونالد ترامپ برای این سمت معرفی شد و انتصاب او در ۱۳ فوریه ۲۰۱۷ به اتفاق آراء از سوی مجلس سنا تأیید شد. وی پیش از بر عهده گرفتن وزارت امور کهنه‌سربازان ایالات متحده آمریکا از سال ۲۰۱۵ تا ۲۰۱۷ معاون بهداشت وزارت امور کهنه‌سربازان ایالات متحده آمریکا در دولت باراک اوباما بوده‌است.